# الجودة (الفيزياء)
في نظرية الاستجابة، ترتبط جودة نظام متحمس بعدد ترددات الإثارة التي يمكنه الاستجابة لها. في حالة وجود نظام متجانس متناحي الخواص، فإن الجودة تتناسب مع العرض الكامل في نصف كحد أقصى.
هذا المعنى من العبارة هو مقدمة لاستخدام الكلمة في نظرية الموسيقى. في نظرية الموسيقى، الجودة هي عدد التوافقيات لتردد أساسي لآلة موسيقية (كلما زادت الجودة، زاد ثراء الصوت).